# Aung Myo Min
Aung Myo Min (Birmania, siglo xx) es un activista birmano por los derechos humanos. Actualmente, es ministro de derechos humanos en el gabinete del Gobierno de Unidad Nacional y es el primer ministro abiertamente LGBT en la historia del país.

## Biografía
Hasta su partida en 1988, Aung Myo Min estudió inglés en la Universidad de Yangon. Posteriormente, en 1993, estudió derechos humanos en la Universidad de Columbia en la ciudad de Nueva York, donde obtuvo su maestría en 1995.

## Carrera
Sus aspiraciones políticas comenzaron en 1988, durante el levantamiento prodemocrático conocido como 8888, cuando participó como activista estudiantil en Yangon en la campaña nacional que exigía democracia y derechos humanos en Myanmar. En ese momento, estaba en su último año en la Universidad de Yangon, donde estudiaba para obtener un título en inglés. En agosto de 1988, lideró a otros activistas en las manifestaciones estudiantiles en Mudon, en el estado Mon. Después de dirigirse a las multitudes cada día, finalmente se trasladó a la selva, en la frontera entre Tailandia y Myanmar en el estado de Karen, donde se unió al grupo armado de estudiantes llamado Frente Democrático de Todos los Estudiantes de Birmania (ABSDF, por sus siglas en inglés). Sirvió en el Batallón de Mudon, o Batallón 204 del ABSDF. Tras finalizar su educación en la Universidad de Columbia, regresó para trabajar en la frontera en 1993. En una entrevista de 2018 con FORUM-ASIA, de la cual Equality Myanmar es miembro, afirmó que su «pasión por la verdad y la justicia» lo motivó a involucrarse en la defensa de los derechos humanos. Aung Myo Min se convirtió en el primer activista abiertamente gay de Myanmar, luchando contra la homofobia y la discriminación hacia la comunidad LGBT.
Aung Myo Min fundó en 2000 el Instituto de Educación en Derechos Humanos de Birmania (HREIB), que más tarde fue renombrado como Equality Myanmar (EQMM), y ejerció como director ejecutivo. Desde 2005 hasta 2010, ocupó el cargo de director del Departamento de Documentación de Derechos Humanos del Gobierno Nacional de Coalición de la Unión de Birmania. También es el fundador del proyecto de EQMM Colors Rainbow, iniciado en 2007, y miembro del comité directivo de la Red de Derechos LGBT de Myanmar.
Tras su regreso a Birmania en 2012, Aung Myo Min incrementó su participación en actividades de derechos humanos. Fundó Colors Rainbow, una organización de derechos LGBT, y es miembro del comité directivo de la Red de Derechos LGBT de Myanmar. El 3 de mayo de 2021, fue nombrado ministro de Derechos Humanos de la Unión en el Gobierno de Unidad Nacional por el Comité Representante de Pyidaungsu Hluttaw.
Se dice que ha dedicado toda su vida a su carrera, y sus colegas lo llaman un «recurso humano sagrado».

## Premios y nominaciones
En 1999, Aung Myo Min recibió el Premio Felipa de Souza de la Comisión Internacional de Derechos Humanos de Gays y Lesbianas. Posee siete premios internacionales por su labor en defensa de los derechos humanos y los derechos LGBT, incluyendo, en 2017, el primer Premio Robert Schuman otorgado a ciudadanos de Myanmar por la Unión Europea, en reconocimiento a su defensa de la paz, la democracia y los derechos humanos. También fue nominado al Premio N-Peace de las Naciones Unidas en 2016. En 2023, Aung Myo Min recibió la Medalla de Oro de Derechos Humanos de la Fundación para la Paz de Sídney.